# Митар Максимовић
Митар Максимовић Мандо (Доње Забрђе, 10. октобар 1963 — Дворови, 27. децембар 2002) био је четнички војвода, командант јединице Мандини лавови у саставу Војске Републике Српске и председник Борачке организације Републике Српске за општину Угљевик. Такође, имао је и чин капетана.

## Биографија
Рођен је у селу Доње Забрђе код Угљевика 1963. године. Био је председник Борачке организације Републике Српске. Погинуо је 2002. године у саобраћајној несрећи (39 година). За собом је оставио супругу Љиљану, кћерку Божану и сина Душана.
Пре рата је био страствени љубитељ фудбала и играо у локалном клубу „Мајевица“ из Забрђа. Његове квалитете тада примећује и доста познатији „ФК Рудар“ из Угљевика. Иначе, војвода Максимовић је био и велики навијач Црвене звезде.
По отпочињању ратних дејстава у Хрватској, као добровољац одлази у Книн 26. септембра 1991. године и постаје борац Прве бенковачке бригаде. Истакавши се својом храброшћу током борби за Книн и Бенковац, добија унапређење у командира чете. У родни крај се враћа послије девет месеци, када Муслимани нападају Угљевик. Освојио је релеј Столице на Мајевици, 10. априла 1992. године, а потом формира елитну борбену групу „Обилићи“. После неког времена Мандина јединица за брза дејства преименује се у „Лавове са Мајевице“. Јединица је у свом саставу имала и до 600 бораца. „Лавови са Мајевице“ имали су 52 погинула и 180 рањених бораца.
Јединица обилази и многа друга бојишта сем Мајевичког. Истакла се у ослобађању коридора, тачније у борбама за Брчко, борбама на Озрену и многим другим.
За своје борачке заслуге, 13. маја 1993. Митар Максимовић је проглашен за војводу од стране Војислава Шешеља. Мандо је, између осталог, одликован и Орденом Милоша Обилића.
Био је председник Скупштине општине Угљевик и председник Борачке организације Републике Српске. Погинуо је у саобраћајној несрећи 27. децембра 2002. године. На петогодишњицу смрти му је подигнута спомен-биста у центру Угљевика.

## Занимљивости
Баја Мали Книнџа, велики Мандин пријатељ, на албуму Глуви барут објавио је пјесму „Препелице“ која је посвећена Митру Максимовићу Манди.
Од 21. септембра 2021. године јавности је доступан и документарни филм у продукцији Немање Чекића под називом "Жив је Мандо" који говори о ратном путу Мандиних лавова, али и животу војводе Митра Максимовића. У филму су говорили Мандини ратни другови Драго Томић, Миленко Поповић, Душко Николић, Слободан Радовановић и Митар Јевтић као и Мандин син, Душан Максимовић.